# Faye Wilson
Faye Wilson, coniugata Gould (8 gennaio 1934), è un'ex cestista statunitense.

## Carriera
Con gli Stati Uniti ha disputato i Giochi panamericani di Città del Messico 1955, vincendo la medaglia d'oro.
Nel 2007 è stata introdotta nella WBU Athletics Hall of Honor insieme alla sorella gemella Raye.